# مستر جیکاک
میجر جیکاک مشهور به مستر جیکاک یا سید جیکاک یکی از ماموران سازمان اطلاعاتی برون‌مرزی بریتانیا (MI6) در ایران بوده است که از پیش از جنگ جهانی دوم تا به ثمر نشستن نهضت ملی شدن صنعت نفت در میان ایل بختیاری و منطقه بویراحمد ایران فعالیت داشته است.

## حضور و رشد
جیکاک در آغاز به عنوان شبانی کر و لال به مدت هفت سال در ایل بختیاری به آموختن فرهنگ و زبان بختیاری می‌پردازد و پس از فراگیری آن، به عنوان یک بختیاری در منطقه نفت‌خیز مسجدسلیمان سکنی می‌گزیند. در طول حضور خود در آن منطقه با فنون شعبده‌بازی و حربه‌های دیگر، توجه مردم محلی را به خود معطوف می‌دارد و خود را به عنوان یک روحانی شیعه، جا می‌زند.

## طلوعیان و سروشیان
در طول حضور خود در میان ایل بختیاری، با بهره‌گیری از خرافه‌گرایی و جهل مردم، به انجام اعمالی می‌پردازد که از وی به عنوان یکی از صاحبان کرامات و معجزات یاد می‌شده است. از آن جمله، با استفاده از دو مگنت و یک عصا که خاصیت آهنربایی داشته‌اند، کفش‌های خود را جفت می‌کرده است. در موردی دیگری، مدعی می‌گردد که علی را در خواب دیده است که مردم را به فاصله گرفتن از نفت توصیه کرده و آن را نجس خوانده است. وی کاغذی را به شکل دست انسان بریده، روی شانه خود چسبانده و در معرض آفتاب قرار گرفته است تا تفاوت فام میان جای انگشتان دست و رنگ طبیعی پوست ایجاد شود و آن را دست علی خوانده، که بر شانهٔ او کشیده شده است. همچنین، در مناظره‌ای با یک آخوند شیعه، مدعی آتش گرفتن ریش دروغگو می‌شود و با استفاده از ریش نسوز، حقانیت خود را ثابت می‌کند.
جیکاک در اواخر دهه ۱۳۲۰ خورشیدی، فرقه‌ای را در منطقهٔ بختیاری، بویراحمد و خوزستان ایجاد می‌کند که طلوعیان یا سروشیان نامیده می‌شده‌اند و به توقیت قریب‌الوقوع ظهور مهدی معتقد بوده‌اند.